# Pseudanthias nobilis
Pseudanthias nobilis és una espècie de peix de la família dels serrànids i de l'ordre dels perciformes.

## Hàbitat
És un peix marí de clima subtropical.

## Distribució geogràfica
Es troba al Japó.